# Mesocricetus newtoni
El hámster rumano, también conocido como hámster Dobrudja o hámster de Newton (Mesocricetus newtoni) es una especie de roedor miomorfo de la familia Cricetidae. No se reconocen subespecies.

## Distribución
Se encuentra en Bulgaria y Rumania.